# Кубок Шотландії з футболу 1878—1879
Кубок Шотландії з футболу 1878–1879 — 6-й розіграш кубкового футбольного турніру у Шотландії. Титул втретє поспіль здобув Вейл оф Левен.

## Четвертий раунд
Команда Партік пройшла до наступного раунду після жеребкування.
| Команда 1                    | Рахунок | Команда 2          |
| ---------------------------- | ------- | ------------------ |
| 30 листопада 1878            |         |                    |
| Бейз                         | 9:1     | Кілмарнок Атлетік  |
| Геленсбург                   | 2:1     | Гарт оф Мідлотіан  |
| Портленд                     | 1:1     | Дамбартон          |
| Квінз Парк                   | 5:0     | Моучлайн           |
| Рейнджерс                    | 3:0     | Александра Атлетік |
| Ренфрю                       | 0:4     | Терд Ланарк        |
| Тісл                         | 2:1*    | Стоунлоу           |
| Вейл оф Левен                | 11:1    | Гоуван             |
| 7 грудня 1878                |         |                    |
| Гіберніан                    | 9:0     | Роб Рой            |
| 7 грудня 1878 (перегравання) |         |                    |
| Дамбартон                    | 6:1     | Портленд           |

* - команда Тісл була дискваліфікована.

## П'ятий раунд
| Команда 1      | Рахунок | Команда 2   |
| -------------- | ------- | ----------- |
| 8 березня 1879 |         |             |
| Дамбартон      | 9:1     | Стоунлоу    |
| Гіберніан      | 1:2     | Геленсбург  |
| Квінз Парк     | 5:0     | Терд Ланарк |
| Рейнджерс      | 4:0     | Партік      |
| Вейл оф Левен  | 6:1     | Бейз        |

## Чвертьфінали
Команда Геленсбург пройшла до наступного раунду після жеребкування.
| Команда 1       | Рахунок | Команда 2 |
| --------------- | ------- | --------- |
| 22 березня 1879 |         |           |
| Квінз Парк      | 0:1     | Рейнджерс |
| Вейл оф Левен   | 3:1     | Дамбартон |

## Півфінали
Команда Рейнджерс пройшла до наступного раунду після жеребкування.
| Команда 1       | Рахунок | Команда 2     |
| --------------- | ------- | ------------- |
| 29 березня 1879 |         |               |
| Геленсбург      | 0:3     | Вейл оф Левен |

## Фінал
| 19 квітня 1879 |

| Вейл оф Левен | 1:1 | Рейнджерс |
| ------------- | --- | --------- |
|               |     |           |

| Гемпден-Парк, Глазго Глядачів: 6 000 |

### Перегравання
Рейнджерс не з'явився на матч-перегравання у зв'язку з протестом через відміну їх гола у першому матчі.
| 26 квітня 1879 |

| Вейл оф Левен | +:- | Рейнджерс |
| ------------- | --- | --------- |
|               |     |           |

|  |